# Ridgecrest (Kalifornien)
Ridgecrest ist eine Stadt im Kern County im US-Bundesstaat Kalifornien, Vereinigte Staaten. Das U.S. Census Bureau hat bei der Volkszählung 2020 eine Einwohnerzahl von 27.959 ermittelt. Die geographischen Koordinaten sind: 35,63° Nord, 117,66° West. Das Stadtgebiet hat eine Größe von 55,6 km². Ridgecrest liegt in der Nähe des Tals des Todes (Death Valley).

## Geographie
Ridgecrest liegt im Osten Südkaliforniens innerhalb der Mojave-Wüste. Es befindet sich im Indian Wells Valley, der südlichen Erweiterung des Owens Valley östlich der Sierra Nevada. Im Westen der Stadt verläuft der U.S. Highway 395 und durch Ridgecrest selbst die California State Route 178.
Im Gebiet um Ridgecrest sind fünf größere Verwerfungen bekannt. Am 17. August 1995 kam es nördlich von Ridgecrest zu einem Erdbeben der Stärke 5,4 Mw, gefolgt von Beben am 20. September 1995 (5,8 Mw) und am 7. Januar 1996 (5,6 Mw). 2019 kam es am 4. Juli etwa 10 Meilen nördlich von Ridgecrest um etwa 10:30 Uhr Ortszeit zu einem Erdbeben der Stärke 6,4 Mw. Dem Beben folgte am Freitag, dem 5. Juli ein weiteres Beben in der Stärke von 7,1 Mw. Darauf folgten über 4700 Nachbeben. In einigen Stadtteilen gab es Stromausfälle und einzelne Brände, Schwerverletzte oder Todesopfer gab es nicht. Die Beben konnten bis Los Angeles, Phoenix und Las Vegas gefühlt werden.

## Wirtschaft
In Ridgecrest befindet sich der Zugang zur Naval Air Weapons Station China Lake, einer bedeutenden militärischen Forschungsbasis mit 4.500 km² Fläche. Zugehörig zur Basis ist reservierter Luftraum von etwa 51.000 km² in denen häufig Tiefflüge absolviert werden.

## Geschichte
Die Siedlung begann 1912 als Bauerngemeinde namens Crumville, zu Ehren von James und Robert Crum, lokalen Milchhändlern. Die erste Poststation wurde 1941 eröffnet. Bis 1943 war Ridgecrest auf 115 Häuser und 196 Einwohner angewachsen. Die Naval Air Weapons Station China Lake wurde im November 1943 gegründet und bot eine Arbeitsplatzbasis für die kommenden Jahre.
Ridgecrest wurde 1963 als Stadt gegründet. Während dieser Zeit wurde das Wachstum von Ridgecrest durch die anhaltenden Bedürfnisse der High-Tech-Industrien bestimmt, die mit den Programmen der Naval Station zur Prüfung von Waffen und Leitsystemen gekoppelt waren.

## Söhne und Töchter der Stadt
- Mark Hoppus (* 1972), Bassist und Sänger der amerikanischen Pop-Punk-Band blink-182, Gründer, Sänger und Bassist der Band +44
- Jennifer O’Dell (* 1974), Schauspielerin